# Cooksonia
La cooksonia (gen. Cooksonia) è la più antica pianta terrestre conosciuta. Visse tra il Siluriano e il Devoniano (420-370 milioni di anni fa) e i suoi resti si rinvengono in quasi tutti i continenti. Il nome di questa pianta è stato dedicato alla paleobotanica australiana Isabel Clifton Cookson da parte del Professor William Henry Lang dell'Università di Manchester nel 1937.

## Descrizione
La struttura della cooksonia era molto semplice: in sostanza, era costituita da uno stelo che si biforcava in una quantità di rami a forma di Y. Le piante più semplici possedevano appena uno o due rami, mentre altre forme potevano avere anche cinque o sei livelli di ramificazioni. Ogni ramo, all'estremità, portava una capsula ovoidale o reniforme, contenente spore con sculture dell'esina.

## Habitat
I fossili di cooksonia sono generalmente associati a depositi marini di acque poco profonde, ma altri fossili sono stati scoperti in zone che si ritiene fossero antichi fiumi o delta. Tra le specie più note di Cooksonia, da ricordare C. hemisphaerica.